# Bernhard Gervais
Bernhard Conrad Ludwig Gervais (* 1753/54 in Breslau, Herzogtum Schlesien, Königreich Preußen; † kurz vor 25. September 1821 in Bunzlau, Provinz Schlesien, Königreich Preußen) war preußischer Geheimer Kriegsrat und Stadtpräsident von Königsberg in Preußen.

## Leben
Der Vater war Feldscher bei einem Kürassierregiment und starb früh. Der Junge wuchs in Schweidnitz und Breslau bei seiner Mutter und dem Stiefvater auf. Seit 1773  studierte er Jura in Königsberg. 1775 wurde Bernhard Gervais Referent in der Kriegs- und Domänenkammer Gumbinnen in Ostpreußen. 1778 bestand er sein Rigorosum. 1786 wurde er zum Kriegs- und Domänenrat in Gumbinnen ernannt.
Seit 1796 war Bernhard Gervais Stadtpräsident (erster Bürgermeister) von Königsberg und Geheimer Kriegsrat. 1808 verließ er dieses Amt. 
Gervais war auch Mitglied der Freimaurerloge und von 1814 bis 1817 Präsident der Physikalisch-ökonomischen Gesellschaft zu Königsberg.
1821 starb er auf der Rückreise von einer Badekur im niederschlesischen Bunzlau.
Die Todesanzeige wurde am 25. September veröffentlicht.
Er war verheiratet und hatte die Töchter Caroline und Henriette.

## Schriften
Bernhard Gervais veröffentlichte einige Texte zur preußischen Geschichte, darunter eine Geschichte der Stadt Gumbinnen.
- Notizen von Preussen mit besonderer Rücksicht auf die Provinz Littauen. Beitrag zur nähern Kenntniss der inneren Verfassung, und der Bewohner derselben, 2 Bände, Königsberg 1795, 1796
- Beiträge zur Kunde Preussens, mehrere Bände, seit 1817, als Mitherausgeber
- Kleine Mittheilungen aus dem staatswissenschaftlichen Gebiete Zur Orientierung über verschiedene Gegenstände und Angelegenheiten des innern Staatslebens, In zwei Theilen, Leipzig 1822